# Mrđenovac
Mrđenovac (Serbio: Мрђеновац) es un pueblo en Serbia. Está situado en el municipio de Šabac , en el distrito de Mačva. El pueblo tiene mayoría étnica serbia y su población es de 697 personas (censo 2002).

- Datos: Q2736526
- Multimedia: Mrđenovac / Q2736526